# Lipniak (gmina Kock)
Lipniak – wieś w Polsce położona w województwie lubelskim, w powiecie lubartowskim, w gminie Kock.
W latach 1954–1959 wieś należała i była siedzibą władz gromady Lipniak, po jej zniesieniu w gromadzie Kock. W latach 1975–1998 miejscowość należała administracyjnie do województwa lubelskiego.
Wieś stanowi sołectwo gminy Kock. Według Narodowego Spisu Powszechnego (III 2011 r.) wieś liczyła 85 mieszkańców.
Wierni Kościoła rzymskokatolickiego należą do parafii Wniebowzięcia Najświętszej Maryi Panny w Kocku.